# Wołodymyr Zatonski

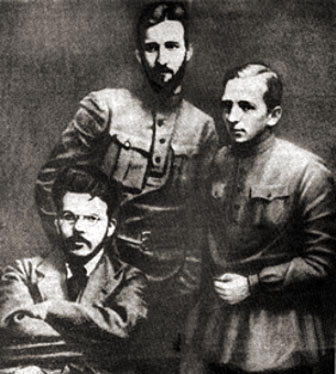
Wołodymyr Zatonski, Jur Kociubynski i Andriej Bubnow w 1918

Wołodymyr Petrowycz Zatonski, ukr. Володи́мир Петро́вич Зато́нський (ur. 27 lipca?/8 sierpnia 1888 we wsi Łysiec w powiecie uszyckim guberni podolskiej, zm. 29 lipca 1938 w Kijowie) –  działacz KPU(b), członek Centralnej Komisji Kontroli WKP (b) (1927–1934), zastępca członka Komitetu Centralnego WKP(b) (1934–1937) komisarz ludowy oświaty USRR (1933–1937), ofiara wielkiego terroru w ZSRR.

## Życiorys
Urodził się w rodzinie wiejskiego pisarza. W 1895 jego rodzina przeprowadziła się do Kamieńca Podolskiego, gdzie ukończył w 1906 roku gimnazjum. W 1912 roku ukończył studia na wydziale fizyczno-matematyczny Uniwersytetu Kijowskiego z dyplomem chemika (był z niego dwukrotnie wyrzucany za działalność w ruchu rewolucyjnym). Od 1905 członek SDPRR (frakcja mienszewików), po rewolucji lutowej i obaleniu caratu we frakcji bolszewików SDPRR, następnie w RKP(b) i WKP(b).
W 1915 roku ożenił się z kijowską lekarką, Ołeną Raskiną. W latach 1912–1917 był wykładowcą Instytutu Politechnicznego w Kijowie. W marcu 1917 wstąpił do partii bolszewickiej a w maju został członkiem Kijowskiego Komitetu SDPRR(b). W lipcu 1920 roku został wyznaczony na dowódcę Czerwonej Ukraińskiej Armii Halickiej, pracował na stanowiskach partyjnych i rządowych Ukraińskiej SRR. Od 8 sierpnia do  28 września 1920 roku przewodniczący Galrewkomu - rządu marionetkowego Galicyjskiej Socjalistycznej Republiki Rad. Kilkakrotnie, w latach 1917–1918, 1922–1923 i 1933–1937 pełnił funkcję ludowego komisarza oświaty USRR. W latach 1925–1927 był sekretarzem KC Komunistycznej Partii (bolszewików) Ukrainy, w latach 1927–1933 przewodniczącym Centralnej Komisji Kontroli KP(b)U.
22 lutego 1933 został mianowany po raz kolejny na stanowisko ludowego komisarza oświaty USRR, na którym zastąpił Mykołę Skrypnyka. Nominacja Zatonskiego oznaczała koniec polityki ukrainizacji. Jednym z pierwszych posunięć Zatonskiego było ujednolicenie programów nauczania i podręczników ukraińskich z podręcznikami RFSRR. Firmował represje wobec twórców i pracowników naukowych oskarżanych o odchylenie nacjonalistyczne i represyjny kurs wobec ukraińskiej inteligencji. Zdeklarowany stalinowiec i zwolennik sowieckiego centralizmu, był jednocześnie przeciwnikiem szowinizmu wielkorosyjskiego.
3 listopada 1937, po przedstawieniu teatralnym, wraz z żoną został przez NKWD aresztowany i rozstrzelany, zrehabilitowany 19 marca 1956.